# Usturoi sălbatic
Usturoiul sălbatic, sau Allium vineale, este o plantă perenă erbacee.

## Descriere
Are un miros similar cu cel de usturoi.  
Este o specie nativă în continentul european, precum și pe țărmul Mediteranei. 
Usturoiul sălbatic poate atinge înălțimi de 30-120 cm.  
Frunzele, de obicei în număr de 4 - 5, au o lungime de 15-60 cm, goale la interior, pețiolate, foarte similare cu cele ale Allium schoenoprasum, doar că mai bine definite și mult mai fibroase. 
Are o inflorescență la capătul superior al tulpinii, alcătuită din zeci de flori mici, cu diametru de câțiva mm, amestecate cu bulbili.  
Fructul este achenă. Perioada de înflorire este iulie - august.  

## Hibernare
După înflorire usturoiul sălbatic se usucă, iar abia în luna octombrie emite noi frunze.

## Utilizare

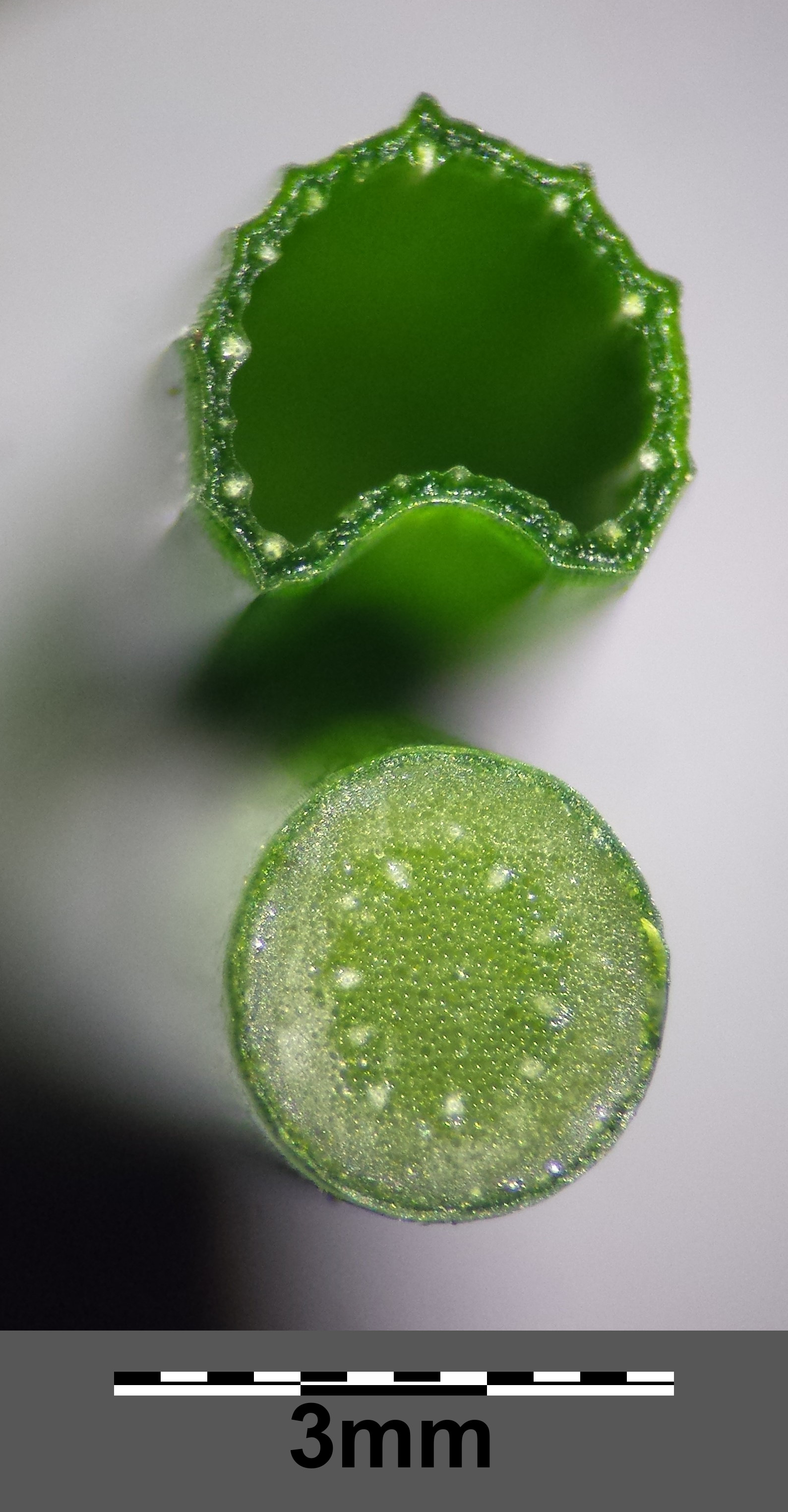
Secțiune a unei frunze goale la interior precum și a tijei florale pline la interior.

Usturoiul sălbatic este o buruiană.